# جیمی کلر
جیمی کلر (انگلیسی: Jimmy Clare؛ زادهٔ ۶ نوامبر ۱۹۵۹) بازیکن فوتبال اهل بریتانیا است.
از باشگاه‌هایی که در آن بازی کرده‌است می‌توان به باشگاه فوتبال چلسی و باشگاه فوتبال چارلتون اتلتیک اشاره کرد.